# ブルー・プラーク

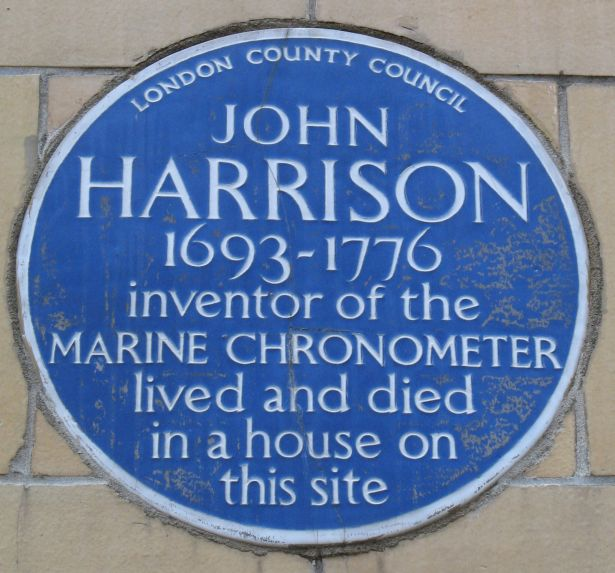
ロンドン・カウンティ・カウンシルがジョン・ハリソンの没した地に設置したブルー・プラーク

ブルー・プラーク (blue plaque) は、イギリス国内に設置されている史跡案内板である。著名な人物がかつて住んだ家、もしくは歴史的な出来事があった場所に、（その人物を褒め称えるためというよりも）建物の歴史的なつながりを伝えるために設置され、建物の外壁に掛けられていることが一般的である。大きさは直径48センチメートル（19インチ）であり、材質は主に陶器または樹脂を固めたものが用いられ、表面を青く塗装し、名前や職業に関する表記は白でなされている。厳密には青色の板のみではなく、材質やデザインも製作された時期や設置団体、または名前を掲示される人物の職業によって異なる場合がある。

## 設置基準
現在ブルー・プラークの設置を管轄する団体はイングリッシュ・ヘリテッジである。イングリッシュ・ヘリテッジによるブルー・プラークの選出条件は1954年に制定され、対象となる人物は死後20年もしくは生後100年が過ぎていることが条件である。なおかつ、その人物が「人類の繁栄と幸福に重要かつ積極的な貢献」をした人物であり、「非凡かつ傑出した個性を持った」人物であり、国民がそう認識するに値する人物でなければならない。新規に認定される人物に関しては原則1人1箇所にしかブルー・プラークは設置されないが、過去の人物については複数の場所に設置されていることもある。近年では、毎年およそ20のブルー・プラークが新規に設置されている。

## 歴史

### 設置団体の変遷
ブルー・プラークの設置計画は1867年に制定され、当初の目的は詩人バイロンの活動をたたえて、彼の住居にプラークを設置するためであった。この当時の管轄組織は英国王立人文科学協会であったが、後にロンドン・カウンティ・カウンシル、グレーター・ロンドン・カウンシルと、行政府にその権限は移行され、グレーター・ロンドン・カウンシル解体が決定した1985年以降は、イングリッシュ・ヘリテッジにその権限は移されている。1998年まではロンドンのみが設置の対象となる街であったが、1998年以降は対象がイギリス全土に拡大され、ロンドン以外の街では2000年に初めてリバプールに設置された。なお、住居やビルの建て替え等により、現存する最古のブルー・プラークは1875年にジェラード・ストリートに設置されたものである。
英国王立人文科学協会が設置した数は13枚、ロンドン・カウンティ・カウンシルが設置した数は249枚、グレーター・ロンドン・カウンシルが設置した数は262枚であり、現在では800枚以上がイギリス国内で設置されている。

### デザインの変遷
初期に設置されたブルー・プラークはこげ茶色であり、1937年に青色へと変更され、1939年からは現在とほぼ同じデザインとなっている。

## その他の団体による設置
ブルー・プラークは上記の公的団体によって設置されたものだけではなく、数の上では少ないが市民団体や地方自治体、郷土史研究団体などによって設置されたものもある。例えば、ロンドンのウェストミンスター区は市民団体の援助により「グリーン・プラーク」を設置しており、中にはコメディアンのみを対象としてブルー・プラークの設置活動を行っている団体もある。2003年にはロンドンのサザーク区が生存する人物も含めたブルー・プラーク活動を開始した。

## 珍しい例

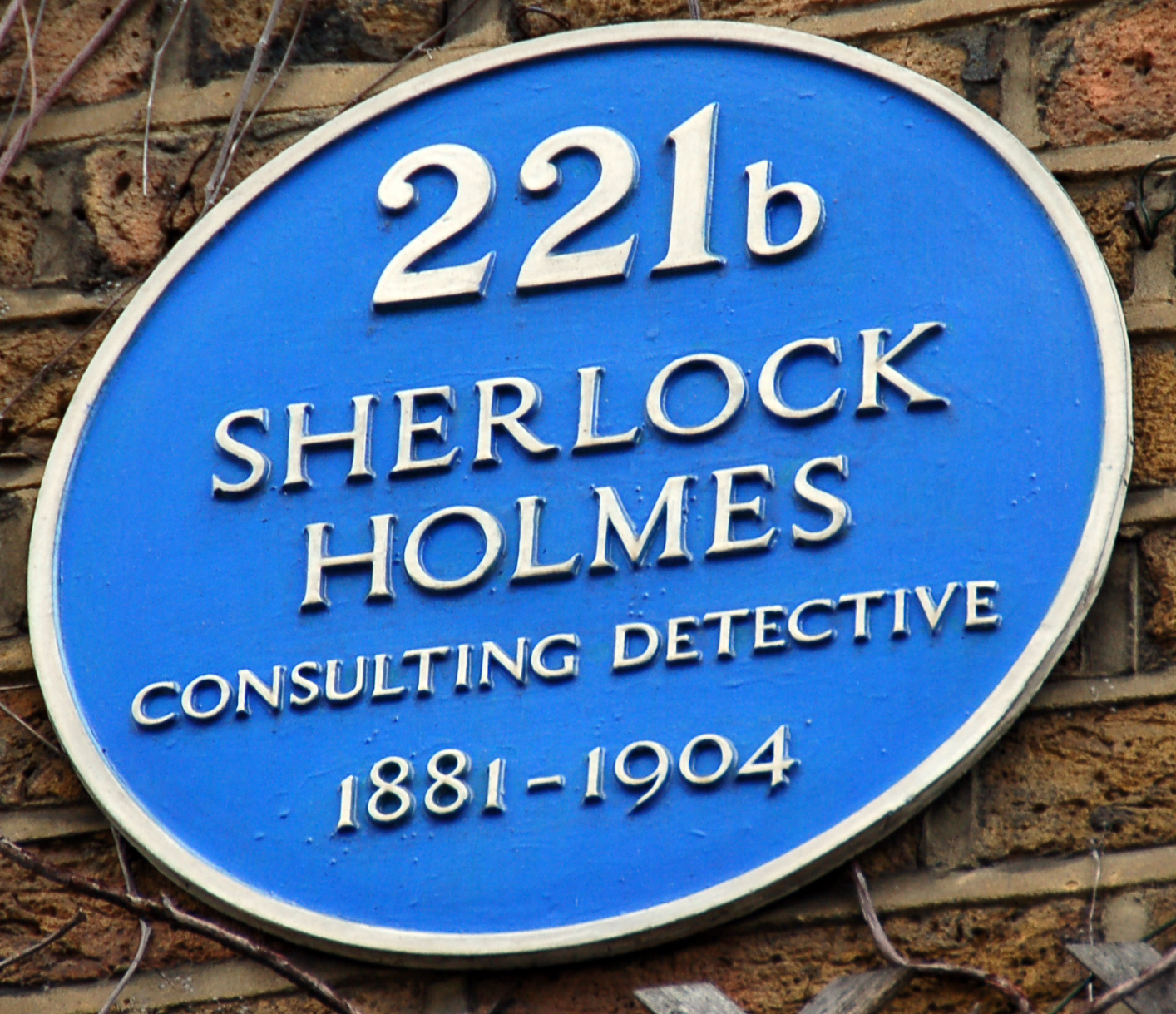
市によって設置された、ベーカー街221Bのブルー・プラーク

- 架空の人物ではあるが、シャーロック・ホームズのブルー・プラークがベーカー街221Bに設置されている[1]。
- 日本人では、夏目漱石のブルー・プラークがロンドン留学時代の最後の下宿に設置されている[1]。